# Oktoberministären
Regeringen Moltke IV, ofta kallad Oktoberministären, var Danmarks regering mellan 18 oktober 1851 och 27 januari 1852. 
Premiärminister
- Adam Wilhelm Moltke

Utrikesminister
- Christian Albrecht Bluhme

Finansminister
- Wilhelm Sponneck

Inrikesminister
- Frederik Ferdinand Tillisch

Justitieminister
- Anton Wilhelm Scheel

Krigsminister
- Carl Julius Flensborg

Marinminister
- Carl Edvard Dockum

Kyrko- och undervisningsminister
- Johan Nicolai Madvig, till 1 december 1851, därefter
- Peter Georg Bang

Minister över Slesvig
- Carl Emil Bardenfleth